# پلیمرهای حافظه‌دار
پلیمرهای حافظه دار (SMPs) مواد هوشمند پلیمری هستند که هرگاه یک محرک خارجی مانند تغییر دما به آن ها القا شود، توانایی  بازگشت از حالت تغییر شکل یافته ( شکل موقت ) به شکل اصلی و اولیه ( دائمی ) خود را دارند.
پلیمری که پس از گرم شدن و قرار گرفتن در معرض تغییر شکل پلاستیکی و همچنین هنگامی که بالاتر از دمای تبدیل شیشه ای یا دمای ذوب خود گرم شود، شکل اولیه و اصلی خود را حفظ میکند.
نکته:
پلی ایزوپرن ترانس کریستالی نمونه ای از پلیمرهای حافظه دار است.

## خواص پلیمرهای حافظه شکلی
SMP ها میتوانند دو یا گاهاً سه شکل را در خود نگه داشته و تغییر بین این شکل ها، توسط دما صورت میگیرد. علاوه بر عامل تغییر دما، تغییر شکل SMP ها همچنین می تواند توسط یک میدان الکتریکی و یا میدان مغناطیسی ،  نور  و یا محلول. صورت گیرد. علاوه بر پلیمرها به طور کلی، SMPها بسته به واحدهای ساختاری که SMP را تشکیل می‌دهند، طیف وسیعی از ویژگی‌ها از پایدار تا زیست تخریب‌پذیر ، از نرم تا سخت و از الاستیک تا صلب را پوشش می‌دهند. SMPها شامل مواد پلیمری ترموپلاستیک و ترموست (پیوند عرضی کووالانسی) هستند. SMP ها می توانند تا سه شکل مختلف را در حافظه خود ذخیره کنند. SMP ها سویه هایی که قابلیت بازیافت بیش از 800% را داشته باشند، نشان داده اند.
دو کمیت مهمی که برای توصیف اثرات حافظهٔ شکلی استفاده میشود عبارتند از نرخ بازیابی کرنش (R r) و نرخ ثابت کرنش (Rf). نرخ بازیابی کرنش توانایی ماده برای به خاطر سپردن شکل دائمی خود را توصیف می کند، در حالی که نرخ ثابت کرنش توانایی قطعات سوئیچینگ برای رفع تغییر شکل مکانیکی را توصیف می کند.
{\displaystyle R_{r}(N)={\frac {\varepsilon _{m}-\varepsilon _{p}(N)}{\varepsilon _{m}-\varepsilon _{p}(N-1)}}}
{\displaystyle R_{f}(N)={\frac {\varepsilon _{u}(N)}{\varepsilon _{m}}}}
در اینجا {\displaystyle N} عدد چرخه ، {\displaystyle \varepsilon _{m}} حداکثر کرنش اعمال شده بر ماده و {\displaystyle \varepsilon _{p}(N)} و {\displaystyle \varepsilon _{p}(N-1)} کرنش های نمونه در دو چرخه متوالی قبل از اعمال تنش تسلیم وقتی هنوز تنشی تحمیل نمی شود، هستند.
اثر حافظه شکلی را می توان به طور خلاصه با مدل ریاضی زیر بیان کرد:
{\displaystyle R_{f}(N)=1-{\frac {E_{f}}{E_{g}}}}
{\displaystyle R_{r}(N)=1-{\frac {f_{IR}}{f_{\alpha }(1-E_{f}/E_{g})}}}

در اینجا {\displaystyle E_{g}} مدول شیشه ای، {\displaystyle E_{r}} مدول لاستیکی ، {\displaystyle f_{IR}} کرنش جریان ویسکوز (جریان گرانرو) و {\displaystyle f_{\alpha }} کرنش برای {\displaystyle t>>t_{r}} است.

### نوع حافظه دار سه شکلی
در حالی که بیشتر پلیمرهای حافظه شکلی سنتی فقط می توانند دو شکل دائمی و موقتی داشته باشند، پیشرفت های تکنولوژیکی اخیر امکان ارائه موادی که حافظه سه شکل دارند را فراهم کرده است. همانطور که یک پلیمر حافظه‌ دار دوشکلی سنتی، در دمایی خاص از شکل موقتی خود به شکل دائمی اش تغییر می‌کند، پلیمرهای حافظه دار سه شکلی در اولین دمای انتقال از یک شکل موقت به شکل موقت دیگری تغییر می کنند و سپس در دمای فعال سازی بالاتری به شکل دائمی بازمیگردند. این حالت معمولاً با ترکیب دو پلیمر حافظه دار دو شکلی با دماهای تبدیل شیشه ای متفاوت  یا هنگام گرم کردن یک پلیمر با حافظه شکل برنامه ریزی شده ابتدا بالاتر از دمای انتقال شیشه ای و سپس بالاتر از دمای انتقال ذوب قطعه سوئیچینگ به دست می آید.

## شرح اثر حافظه شکلی ناشی از حرارت

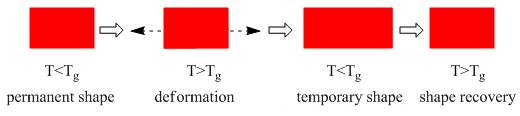
یک نمایش شماتیک از اثر یک نمایش شماتیک از اثر حافظه شکلی

پلیمرهایی که از خود اثر حافظه شکلی نشان می دهند، دارای دو شکل هستند : شکل اول قابل مشاهده، متداول (موقت) و شکل دوم ذخیره شده (دائمی) . هنگامی که شکل دوم با روش‌های مرسوم ساخته شد، مواد پلیمر از طریق گرم شدن، تغییر شکل داده و سپس سرد شده ، به شکل دیگر که موقتیست، تبدیل می‌شوند. پلیمر این شکل موقت را  تا زمانی که تغییر شکل به شکل دائمی توسط یک محرک خارجی از پیش تعیین شده فعال شود، حفظ میکند. راز پشت این مواد در ساختار شبکه مولکولی آنها نهفته است که شامل حداقل دو فاز جداگانه است.  Tperm دمایی است که بالاترین انتقال حرارتی را نشان می‌دهد، و برای ایجاد پیوندهای عرضی فیزیکی که شکل دائمی را ایجاد میکنند باید از این دما فراتر رفت. از سوی دیگر، بخش‌های سوئیچینگ، بخش‌هایی هستند که توانایی نرم شدن پس از عبور از یک دمای گذار معین (Ttrans) را داشته و مسئول شکل موقت هستند. در برخی موارد این دما، دمای انتقال شیشه (Tg) و در برخی دیگر دمای ذوب (Tm) است. بالاتر از حد Ttrans (در حالی که کمتر از Tperm باقی می ماند) سوئیچینگ را با نرم کردن این بخش ها فعال کرده و در نتیجه به مواد اجازه داده میشود که شکل اصلی (دائمی) خود را از سر گیرند. پایین تر از Ttrans ، انعطاف پذیری بخش ها حداقل تا قسمتی محدود است. اگر Tm برای برنامه ریزی SMP انتخاب شود، تبلور ناشی از کرنش قطعه سوئیچینگ زمانی آغاز میشود که دما بالای  Tm برده شود و متعاقبا به زیر Tm سرد شود. این کریستال‌ها شبکه‌های کووالانسی را تشکیل می‌دهند که از تشکیل مجدد ساختار مار پیچ معمولی پلیمر جلوگیری می‌کند. نسبت قطعه سخت به نرم معمولا بین 5/95 و 95/5 است، اما در حالت ایده آل این نسبت بین 20/80 و 80/20 قرار دارد. پلیمرهای حافظه دار به طور موثر ویسکوالاستیک (گرانروکشسان) هستند و مدل ها و روش های تجزیه و تحلیل زیادی برایشان وجود دارد.

## پلیمرهای حافظه دار  نور تحریک پذیر

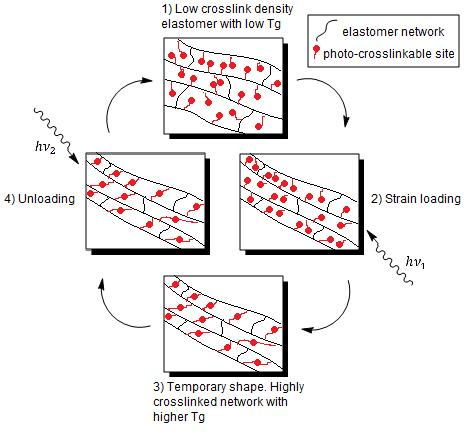
یک نمایش شماتیک از اتصال عرضی LASMP برگشت پذیر

پلیمرهای حافظه شکلی فعال شده با نور (LASMP) از فرآیندهای ایجاد پیوند عرضی با نور و برش آن برای تغییر  Tg استفاده میکنند. ایجاد پیوند عرضی نوری با استفاده از یک طول موج نور به دست می آید، در حالی که طول موج دوم نور به طور برگشت پذیر پیوندهای عرضی آن را می شکند. تحت این اثر ماده ممکن است به طور برگشت‌پذیر بین یک الاستومر و یک پلیمر سفت و سخت جا به جا شود. در واقع نور دما را تغییر نمی دهد، فقط چگالی پیوندهای عرضی درون ماده را تغییر می دهد. به عنوان مثال، گزارش شده است که پلیمرهای حاوی گروه‌های سینامیک را می‌توان به شکل‌های از پیش تعیین‌شده توسط روشن سازی نور UV ثابت کرد (بیش از 260 نانومتر) و پس از قرار گرفتن در معرض نور فرابنفش با طول موج متفاوت (کمتر از 260 نانومتر) شکل اصلی آن ها را بازسازی کرد. نمونه هایی از تغییرات پاسخگو به نور شامل اسید سینامیک و اسید سینامیلیدین استیک میباشد. .

## پلیمرهای حافظه دار فعال الکتریکی
استفاده از الکتریسیته برای فعال کردن اثر حافظه شکلی پلیمرها برای کاربردهایی مطلوب است که امکان استفاده از گرما در آنها وجود ندارد و این مسئله یکی دیگر از حوزه‌های فعال تحقیقاتی میباشد. در برخی از تلاش‌های کنونی از کامپوزیت‌های SMP رسانا با نانولوله‌های کربنی ،  فیبرهای کربنی کوتاه (SCFs)،  دوده ی کربن،  یا پودر فلزی نیکل استفاده می‌کنند. این SMP های رسانا توسط نانولوله های کربنی چند جداره اصلاح کننده سطح شیمیایی (MWNTs) در حلال مخلوط اسید نیتریک و اسید سولفوریک تولید میشوند با این هدف که پیوند سطحی بین پلیمرها و پرکننده های رسانا را بهبود بخشند. بوسیله ی نسخه های اصلاح شده سطحی که راندمان تبدیل انرژی خوب و خواص مکانیکی بهبود یافته را نشان می دهند، مشخص شده است که اثر حافظه شکلی این نوع SMPها به محتوای پرکننده و درجه بهسازی سطح MWNT ها بستگی دارد.
روش دیگری که در حال بررسی است شامل استفاده از نانوذرات فوق پارامغناطیس اصلاح شده با سطح میباشد. هنگامی که به زمینه ی پلیمر وارد می شود، تغییرات شکل با فعال کردن از راه دور (غیرمستقیم) ممکن خواهد شد. یک نمونه از این مورد شامل استفاده از oligo (e-caprolactone)dimethacrylate/butyl acrylate با نانوذرات مگنتیت بین 2 تا 12 درصد میباشد. نیکل و فیبرهای هیبریدی نیز تاکنون با درجاتی از موفقیت استفاده شده اند.

## پلیمرهای حافظه دار در مقایسه با آلیاژهای حافظه دار
|                                    | SMP ها                 | SMA ها                     |
| ---------------------------------- | ---------------------- | -------------------------- |
| چگالی (g/cm 3 )                    | 0.9-1.2                | 6-8                        |
| دامنه تغییر شکل                    | تا 800%                | <8%                        |
| تنش مورد نیاز برای تغییر شکل (MPa) | 1-3                    | 50-200                     |
| تنش ایجاد شده پس از بازیابی (MPa)  | 1-3                    | 150-300                    |
| انتقال دما (°C)                    | 100..10-               | 100..10-                   |
| سرعت بازیابی                       | 1s - چند دقیقه         | <1s                        |
| شرایط فراورش                       | کمتر از 200 °C فشار کم | بیشتر از 1000 °C فشار بالا |
| هزینه ها                           | <$10/£                 | ~$250/lb                   |

پلیمرهای حافظه دار به سبب انتقال شیشه ای یا انتقال ذوبشان از فاز سخت به فاز نرم که مسئول اثر حافظه شکل است، با آلیاژهای حافظه شکل (SMAs)   تفاوت دارند. در آلیاژهای حافظه شکل، ایجاد اثر حافظه شکلی با تبدیل شدن فازهای مارتنزیتی / آستنیتی  صورت میگیرد. مزایای متعددی وجود دارد که SMP ها را نسبت به آلیاژهای حافظه دار مورد توجه بیشتری قرار میدهد. پلیمرهای حافظه دار دارای ظرفیت بالایی برای تغییر شکل الاستیک (در اکثر موارد بالغ بر 200٪) ، هزینه بسیار پایین تر، چگالی کمتر، طیف گسترده ای از کاربردها در دماهای مختلف که می توان آنها را تنظیم کرد، فرآوری آسان، سازگاری بالقوه با محیط زیست و زیست تخریب پذیری و احتمال بروز دادن خواص مکانیکی برتر نسبت به SMA ها  هستند.

## برنامه های کاربردی

### کاربردهای صنعتی
یکی از اولین کاربردهای صنعتی پلیمرهای حافظه دار در رباتیک، جایی بود که اسفنج های دارای حافظه شکلی (SM) که در آن از فوم های حافظه شکل (SM) برای ایجاد فشار نرم اولیه در شکل(لهیدگی)گرفتن استفاده شد. این اسفنج های SM می‌توانند متعاقباً با سرد شدن،سخت و محکم بشوند درحالیکه یک شئ تطبیقی شکل ایجاد میکنند. این مواد به طور گسترده ای مورد استفاده قرار گرفته اند. بعنوان مثال،در صنعت ساختمان (اسفنج هایی که در گرما منبسط شده تا قاب پنجره ها را درزگیری کنند)، پوشاک ورزشی (کلاه ایمنی، لباس مخصوص جودو و کاراته) و در برخی مواقع با افزودنی های گرمارنگی برای سهولت مشاهده مشخصات حرارتی  SMP های پلی اورتان نیز به عنوان اساس کار در انسداد خودکار برای موتورها استفاده می شوند.

### کاربرد در فوتونیک
یکی از زمینه هایی که SMP ها تأثیر بسزایی در آن دارند، فوتونیک است. به واسطه قابلیت تغییر شکل دادن SMP ها، آنها تولید توری های فوتونیکی کاربردی و حساس و واکنش دهنده را امکان پذیر می کنند. با استفاده از روش های نوین لیتوگرافی نرم مانند قالب‌گیری ماکت، امکان چاپ نانوساختارهای دوره‌ای، با اندازه‌هایی به بزرگی نور مرئی ، بر روی سطوح بلوک‌های پلیمری حافظه شکلی فراهم میشود. در نتیجه ی تناوب ضریب شکست، این سیستم ها نور را پراکنده می کنند. با بهره گیری از اثر حافظه شکلی پلیمر، امکان برنامه ریزی مجدد پارامتر شبکه سازه و در نتیجه تنظیم رفتار پراش آن وجود دارد. یکی دیگر از کاربردهای SMP ها در فوتونیک، لیزرهای  تغییر تصادفی شکل هستند. با آلایش SMP ها با ذرات بسیار پراکنده مانند تیتانیا، می توان خواص انتقال نور کامپوزیت ها را تنظیم کرد. علاوه بر این، بهره نوری ممکن است با افزودن یک رنگ مولکولی به ماده عرضه شود. با شکل بندی هر دو مقدار پراکندگی و رنگ آلی، ممکن است یک شیوه تشدید نور در هنگام پمپاژ نور کامپوزیت ها مشاهده شود. همچنین از پلیمرهای حافظه دار همراه با نانوسلولز برای ساخت کامپوزیت هایی استفاده می شود که هم خواص کایروپتیکی داشته و هم اثر حافظه شکلی فعال حرارتی را نشان می دهند.

### کاربردهای بالقوه در پزشکی
SMPها مواد هوشمندی با کاربردهای بالقوه هستند. برای مثال لوله های درون وریدی،  سیم های ارتودنسی خود تنظیم شونده و ابزارهای انعطاف پذیر انتخابی برای جراحی هایی در مقیاس کوچک، که هم اکنون برای این مصارف به طور گسترده از آلیاژهای فلزبنیان حافظه دار نظیر نیتینول استفاده می شود. یکی دیگر از کاربردهای SMPها در زمینه پزشکی، استفاده آن ها در ایمپلنت ها است. برای مثال با کمترین تهاجمی، می توان یک دستگاه که به شکل موقت کوچک است را از طریق برش های کوچک یا روزنه های طبیعی در بدن کاشت. فن‌آوری‌های حافظه شکلی برای تولید استنت‌های قلبی-عروقی امیدوارکننده هستند، چرا که آن ها اجازه می‌دهند یک استنت کوچک در امتداد ورید یا شریان قرار داده شود و سپس برای باز شدن آن منبسط گردد. پس از فعال شدن حافظه شکلی با افزایش دما یا تنش مکانیکی، شکل دائمی اش را به خود می گیرد. دسته خاصی از پلیمرهای حافظه دار دارای یک ویژگی مضاعف هستند، و آن زیست تجزیه پذیری است. این ویژگی برای توسعه ایمپلنت های موقت در نظر گرفته می شود. در مورد پلیمرهای زیست تخریب پذیر، پس از آن که ایمپلنت عملکرد مورد نظر خود را انجام داد، مثلا بهبود یا بازسازی بافت اتفاق افتاد، ماده تخریب و تبدیل به موادی می‌شود که بدن می‌تواند آن ها را از بین ببرد. بنابراین عملکردی کامل بدون نیاز به جراحی دوم برای برداشتن ایمپلنت میسر می شود. نمونه هایی از این نوع پیشرفت استنت های عروقی و بخیه های جراهی هستند . این ویژگی حافظه شکل بودن SMP ها در بخیه های جراحی، باعث میشود که به صورت خودکار با کشش بهینه خود بسته شدن و انسداد جراحت را تنظیم کنند. که هم از آسیب به بافت در اثر بخیه های بیش از حد سفت شده جلوگیری می کند و هم کمک به بهبود و بازسازی می کند.  همچنین میتوان از SMP ها به عنوان لباس فشرده  و بازکننده های درب که بدون تماس دست عمل میکنند، استفاده کرد که به موجب آن می توان مورد دوم را از طریق چاپ 4 بعدی تولید کرد.

### کاربردهای صنعتی بالقوه
از دیگر کاربردهای بالقوه این پلیمرها میتوان اجزای ساختاری خود ترمیم شونده را نام برد. مانند سپرهای اتومبیل که در آن فرورفتگی ها با اعمال دما خود تعمیر می شوند. پس از تغییر شکل نامطلوب، مانند ایجاد فرورفتگی در گلگیر، این مواد شکل اصلی خود را "به یاد خواهند آورد". گرم کردن آنها "حافظه" شان را فعال می کند. در این مثال ، میتوان سپر را با یک منبع حرارتی مثل سشوار تعمیر کرد. ضربه منجر به یک تغییر شکل موقت شده که پس از گرم شدن به شکل اولیه اش باز می گردد - در واقع پلاستیک خودش را ترمیم می کند. همچنین SMP ها امکان دارد در تولید هواپیماهایی که در طول پرواز تغییر شکل می دهند، مفید باشند. هم اکنون، آژانس پروژه های تحقیقاتی پیشرفته دفاعی دارپا در حال آزمایش بر روی بال هایی است که 150 درصد تغییر شکل می دهند.

## همچنین ببینید
- مواد هوشمند
- آلیاژ حافظه دار